# Derrick Williams
Derrick LeRon Williams (La Mirada, Califòrnia, 25 de maig de 1991) és un jugador de bàsquet estatunidenc que pertany a la plantilla del València Basket. Amb 2,03 metres d'alçada, juga en la posició d'aler.

## Trajectòria esportiva

### Universitat
Després de passar els seus primers anys a la seua Califòrnia natal, Williams es va enrolar en la Universitat d'Arizona on va jugar durant dues temporades amb els Wildcats. Va destacar des de l'inici amb els Wildacts: en el seu primer any va fer més de 15 punts per partit, xifra que augmentaria en el segon any, acumulant 18.5 punts i 8.3 rebots, i liderant la lliga en tirs de camp.

### Professional
Fou elegit en la segona posició del draft de l'NBA del 2011 pels Minnesota Timberwolves. Allí va coincidir amb el base català Ricky Rubio.
Dues temporades després, seria traspassat als Sacramento Kings, on va jugar durant dues temporades més. Williams completaria la seua experiència NBA amb etapes en New York Knicks (2015-16), Miami Heat (2016-17), Cleveland Cavaliers (2017) i Los Angeles Lakers (2018). En total ha jugat en l'NBA 428 partits durant 7 temporades.
Entre les seues etapes a Cleveland i Los Angeles, va arribar la seua primera estada fora dels Estats Units. Al desembre de 2017 fitxa amb els Tianjin Golden Lions de la lliga xinesa. Allí juga 15 partits i fa una mitjana de 20 punts i 6.6 rebots per partit.
El 2018 es produeix la seua arribada a Europa, concretament a les files del Bayern de Múnic. Amb Williams com un dels grans referents, el Bayern lluita durant tota la temporada per colar-se entre els 8 millors equips de l'Eurolliga, en la qual Williams fa una mitjana de 13.4 punts i 4.2 rebots per partit. En la lliga domèstica, aconsegueix el títol de campió de la BBL alemanya.
A l'estiu de 2019, signa amb el Fenerbahçe Spor Kulübü per a jugar a les ordres de Željko Obradović.
El 8 de juliol de 2020 es compromet amb el València Basket de la Lliga Endesa.